# Antoine Caillot
Pour les articles homonymes, voir Caillot.
Antoine Caillot est un littérateur français né à Lyon le 29 décembre 1759 et mort vers 1839.
Lors de l'abrogation du serment ecclésiastique, il abandonna la prêtrise, se maria, fut arrêté pendant la Terreur et n'échappa, dit-on, à la mort que par une confusion de noms.
Il fut professeur, libraire et franc-maçon. Il a publié de nombreux ouvrages, surtout des compilations historiques, morales ou religieuses, ainsi que des pamphlets, parfois publiés sous le pseudonyme de « Gaspard l'Avisé » ou « Abbé petit-maître ».

## Pour approfondir